# Dorothy Nyembe
Dorothy Nomzansi Nyembe (31 tháng 12 năm 1931 - 17 tháng 12 năm 1998) là một nhà hoạt động và nữ chính trị gia người Nam Phi.

## Tiểu sử
Sinh ra gần Dundee, KwaZulu-Natal, Nyembe là con gái của Leeya Basolise Nyembe, có cha là tù trưởng Ngedee Shezi. Cô theo học các trường truyền giáo cho đến Tiêu chuẩn 9. Cô có đứa con duy nhất khi cô mười lăm tuổi.
Nyembe đã dành phần lớn cuộc đời của mình dưới sự phân biệt hoặc theo lệnh cấm hoặc trong tù, phục vụ các điều khoản từ 1963 đến 1966 để tiếp tục phong trào ANC. Một lần nữa từ năm 1968 đến năm 1983  vì chứa chấp những kẻ khủng bố. Nyembe gia nhập Tổ chức Phụ nữ Natal (NOW) sau khi được ra tù năm 1984. Cô lại được thả ra khỏi nhà tù năm 1987. Cô được bầu vào Quốc hội năm 1994.

## Nghề nghiệp
Nyembe là thương gia nhưng cũng hoạt động chính trị, tham gia hoặc điều hành nhiều tổ chức tiến bộ. Cô tham gia Đại hội Dân tộc Phi vào năm 1952 và sớm trở thành một thành viên tích cực. Khi cô tham gia ANC, chiến dịch Defiance đang diễn ra. Nyembe bị cầm tù năm 1952 vì bất chấp luật pháp bất công. Cô dẫn phụ nữ từ Natal trong Defiance Campaign của năm 1956. Một phần của Chiến dịch Defiance đã được một nhà lãnh đạo chống lại việc loại bỏ các Cato Manor vào năm 1956. Năm 1956, cô được bầu làm phó chủ tịch ANC Durban. Cô cũng tích cực trong phong trào tẩy chay các quán bia. Sảnh bia, lấy việc làm từ nhiều phụ nữ. Năm 1959, bà được bầu làm chủ tịch bộ phận Natal của Liên đoàn Phụ nữ Quốc hội Châu Phi. Khi ANC bị cấm vào năm 1960, cô gia nhập Spear of the Nation. Năm 1961, Nyembe được tuyển vào Umkhonto chúng tôi Sizwe và làm việc với một số đồng minh như trưởng Albert Luthuli, Moses Mabhida, Nelson Mandela, Walter Sisulu và Oliver Tambo."  Năm 1963, cô khiến phụ nữ trong suốt Cuộc nổi dậy của phụ nữ Natal. "Cô được thả ra vào ngày 23 tháng 3 năm 1984, sau khi được thả ra, Nyembe bắt đầu làm việc cho Natal Organisation of Wome (NOW). NOW phục vụ một số mục đích. Chiến đấu chống tăng tiền thuê nhà, chi phí vận chuyển, giáo dục kém và thiếu các cơ sở chăm sóc trẻ em là trọng tâm chính của tổ chức. " 